# Diego Pampín
Diego Varela Pampín (Oleiros, 15 marzo 2000) è un calciatore spagnolo, difensore del Levante.

## Caratteristiche tecniche
Gioca come terzino sinistro.

## Carriera

### Club
Pampín è cresciuto nelle giovanili del Celta Vigo dove è arrivato nel 2014 dopo aver militato nell'Ural CF e nel Victoria CF. Ha debuttato con la squadra riserve il 20 agosto 2017 nell'incontro di Segunda División B vinto 2-1 contro il Pontevedra ed il 27 ottobre 2018 ha segnato il suo primo gol nel pareggio per 1-1 contro l'Unionistas.
Al termine della stagione 2021-2022 è rimasto svincolato e l'8 luglio ha firmato un contratto di due anni con l'FC Andorra appena promosso in Segunda División. Ha esordito nel campionato cadetto spagnolo il 29 agosto entrando in campo nel secondo tempo della trasferta persa 2-0 contro il Las Palmas.

### Nazionale
Nel 2017 con la Spagna Under-17 si è classificato secondo nel Campionato mondiale di categoria. In seguito ha giocato anche nella nazionale spagnola Under-19.

## Statistiche

### Presenze e reti nei club
Statistiche aggiornate al 4 febbraio 2024.
| Stagione        | Squadra         | Campionato      | Campionato | Campionato | Coppe nazionali | Coppe nazionali | Coppe nazionali | Coppe continentali | Coppe continentali | Coppe continentali | Altre coppe | Altre coppe | Altre coppe | Totale | Totale | Totale |
| Stagione        | Squadra         | Comp            | Pres       | Reti       | Comp            | Pres            | Reti            | Comp               | Pres               | Reti               | Comp        | Pres        | Reti        | Pres   | Reti   |        |
| --------------- | --------------- | --------------- | ---------- | ---------- | --------------- | --------------- | --------------- | ------------------ | ------------------ | ------------------ | ----------- | ----------- | ----------- | ------ | ------ | ------ |
| 2017-2018       | Celta Vigo B    | SDB             | 23         | 0          |                 | -               | -               |                    | -                  | -                  |             | -           | -           | 23     | 0      |        |
| 2018-2019       | Celta Vigo B    | SDB             | 30         | 2          |                 | -               | -               |                    | -                  | -                  |             | -           | -           | 30     | 2      |        |
| 2019-2020       | Celta Vigo B    | SDB             | 20         | 0          |                 | -               | -               |                    | -                  | -                  |             | -           | -           | 20     | 0      |        |
| 2020-2021       | Celta Vigo B    | SDB             | 23         | 0          |                 | -               | -               |                    | -                  | -                  |             | -           | -           | 23     | 0      |        |
| 2021-2022       | Celta Vigo B    | PDR             | 34         | 1          |                 | -               | -               |                    | -                  | -                  |             | -           | -           | 34     | 1      |        |
| 2022-2023       | FC Andorra      | SD              | 31         | 0          | CR              | 2               | 0               |                    | -                  | -                  |             | -           | -           | 33     | 0      |        |
| 2023-2024       | FC Andorra      | SD              | 21         | 1          | CR              | 0               | 0               |                    | -                  | -                  |             | -           | -           | 21     | 1      |        |
| Totale carriera | Totale carriera | Totale carriera | 182        | 4          |                 | 2               | 0               |                    | -                  | -                  |             | -           | -           | 184    | 4      |        |

## Palmarès

### Club

#### Competizioni nazionali
- Segunda División: 1

Levante: 2024-2025